# Campeonato Europeu de Atletismo em Pista Coberta de 2015 - Salto em altura masculino
A prova do salto em altura masculino  do Campeonato Europeu de Atletismo em Pista Coberta de 2015 foi disputada entre os dias 6 e 7 de março de 2015 no O2 Arena em Praga, República Checa. 

## Recordes
Antes desta competição, os recordes mundiais e do campeonato nesta prova eram os seguintes:
|                       | Nome             | Nacionalidade      | Altura  | Local            | Data                    |
| --------------------- | ---------------- | ------------------ | ------- | ---------------- | ----------------------- |
| Recorde mundial       | Javier Sotomayor | Cuba               | 2m 43cm | Budapeste        | 4 de março de 1989      |
| Recorde do campeonato | Stefan Holm      | Suécia             | 2m 40cm | Madri            | 6 de março de 2005      |
| Recorde europeu       | Carlo Thränhardt | Alemanha Ocidental | 2m 42cm | Berlim Ocidental | 26 de fevereiro de 1988 |

## Medalhistas
| Ouro                   | Prata                                           |
| Daniil Tsyplakov (RUS) | Silvano Chesani (ITA) · Antonios Mastoras (GRE) |

## Cronograma
Todos os horários são locais (UTC+2).
| Data       | Hora  | Evento       |
| ---------- | ----- | ------------ |
| 6 de março | 16:05 | Qualificação |
| 7 de março | 16:30 | Final        |

## Resultados

### Qualificação
Qualificação: 2,31m (Q) ou os 8 melhores qualificados (q).
| Posição | Atleta                 | Nacionalidade | 2.14 | 2.19 | 2.24 | 2.28 | Resultados | Notas |
| ------- | ---------------------- | ------------- | ---- | ---- | ---- | ---- | ---------- | ----- |
| 1       | Jaroslav Bába          | Chéquia       | o    | o    | o    | o    | 2.28       | q     |
| 1       | Antonios Mastoras      | Grécia        | o    | o    | o    | o    | 2.28       | q     |
| 1       | Daniil Tsyplakov       | Rússia        | o    | o    | o    | o    | 2.28       | q     |
| 4       | Silvano Chesani        | Itália        | o    | o    | o    | xo   | 2.28       | q     |
| 5       | Gianmarco Tamberi      | Itália        | o    | xo   | xxo  | xo   | 2.28       | q,    |
| 6       | Aleksandr Shustov      | Rússia        | o    | o    | o    | xxo  | 2.28       | q, =  |
| 7       | Kyriakos Ioannou       | Chipre        | xo   | o    | o    | xxo  | 2.28       | q,    |
| 7       | Andriy Protsenko       | Ucrânia       | o    | o    | xo   | xxo  | 2.28       | q     |
| 9       | Sylwester Bednarek     | Polónia       | o    | o    | o    | xxx  | 2.24       |       |
| 9       | Matúš Bubeník          | Eslováquia    | o    | o    | o    | xxx  | 2.24       |       |
| 9       | Mihai Donisan          | Roménia       | o    | o    | o    | xxx  | 2.24       |       |
| 12      | Konstadinos Baniotis   | Grécia        | o    | xo   | xo   | xxx  | 2.24       |       |
| 12      | Aleksey Dmitrik        | Rússia        | o    | xo   | xo   | xxx  | 2.24       |       |
| 14      | Tihomir Ivanov         | Bulgária      | o    | xo   | xxo  | xxx  | 2.24       |       |
| 14      | Yuriy Krymarenko       | Ucrânia       | o    | xo   | xxo  | xxx  | 2.24       |       |
| 16      | Lukáš Beer             | Eslováquia    | o    | o    | xxx  |      | 2.19       |       |
| 16      | Andrea Lemmi           | Itália        | o    | o    | xxx  |      | 2.19       |       |
| 16      | Eugenio Rossi          | San Marino    | o    | o    | xxx  |      | 2.19       |       |
| 19      | Dimitrios Hondrokoukis | Chipre        | o    | xo   | xxx  |      | 2.19       |       |
| 20      | Raivydas Stanys        | Lituânia      | xo   | xo   | xxx  |      | 2.19       |       |
| 21      | Allan Smith            | Reino Unido   | o    | xxo  | x–   | xx   | 2.19       |       |
| 22      | Andriy Kovalyov        | Ucrânia       | o    | xxx  |      |      | 2.14       |       |
| 22      | Andrei Mîtîcov         | Moldávia      | o    | xxx  |      |      | 2.14       |       |
| 22      | Mateusz Przybylko      | Alemanha      | o    | xxx  |      |      | 2.14       |       |
| 25      | Péter Bakosi           | Hungria       | xo   | xxx  |      |      | 2.14       |       |
| 25      | Miguel Ángel Sancho    | Espanha       | xo   | xxx  |      |      | 2.14       |       |
| 26      | Michal Kabelka         | Eslováquia    | xxx  |      |      |      | NM         |       |

### Final
A final foi realizada às 16:30 no dia 7 de março de 2015.  
| Posição          | Atleta            | Nacionalidade | 2.19 | 2.24 | 2.28 | 2.31 | 2.34 | Resultados | Notas                |
| ---------------- | ----------------- | ------------- | ---- | ---- | ---- | ---- | ---- | ---------- | -------------------- |
| Medalha de ouro  | Daniil Tsyplakov  | Rússia        | o    | o    | xxo  | o    | xxx  | 2.31       | =                    |
| Medalha de prata | Silvano Chesani   | Itália        | o    | xxo  | xo   | xo   | xxx  | 2.31       | Recorde da temporada |
| Medalha de prata | Antonios Mastoras | Grécia        | xo   | o    | xxo  | xo   | xxx  | 2.31       | Recorde pessoal      |
| 4                | Aleksandr Shustov | Rússia        | xo   | o    | o    | xxx  |      | 2.28       | =                    |
| 5                | Jaroslav Bába     | Chéquia       | o    | o    | xo   | xxx  |      | 2.28       |                      |
| 6                | Andriy Protsenko  | Ucrânia       | o    | xxo  | xxo  | xx–  | x    | 2.28       |                      |
| 7                | Gianmarco Tamberi | Itália        | o    | xo   | xxx  |      |      | 2.24       |                      |
| 8                | Kyriakos Ioannou  | Chipre        | –    | xr   |      |      |      | NM         |                      |

Legenda
| Recorde mundial       | Recorde mundial (World record)               |                       | Recorde africano                      | Recorde africano (African) |                                           | Q | Classificado por posição (Qualified) |
| Recorde do campeonato | Recorde do campeonato (Championship record)  | Recorde da América    | Recorde da América (Americas)         | q                          | Classificado por melhor tempo (Qualified) |   |                                      |
| Melhor marca do ano   | Melhor marca do ano (World leading)          | Recorde asiático      | Recorde asiático (Asian)              | DNS                        | Não largou (Did not start)                |   |                                      |
| Recorde nacional      | Recorde nacional (National record)           | Recorde europeu       | Recorde europeu (European)            | DNF                        | Não terminou (Did not finish)             |   |                                      |
| Recorde pessoal       | Recorde pessoal do atleta (Personal best)    | Recorde da Oceania    | Recorde da Oceania (Oceania)          | DSQ / DQ                   | Desclassificado (Disqualified)            |   |                                      |
| Recorde da temporada  | Recorde da temporada do atleta (Season best) | Recorde sul-americano | Recorde sul-americano (South America) | NM                         | Sem marca (No mark)                       |   |                                      |